# 齊藤優 (競艇選手)
齊藤 優（さいとう ゆう、1982年5月1日 - ）は、徳島県美馬郡出身のボートレーサー。登録第4247号。血液型B型。93期。徳島支部所属。師匠は濱村芳宏（登録第3295号）、同期に渡辺浩司、真庭明志、馬場貴也、長田頼宗らがいる。
妻は、元ボートレーサーの芦村幸香。

## 来歴
- 徳島県立池田高等学校卒業。卒業後、陸上自衛隊中部方面隊総監部に勤務。1年を経て、やまと競艇学校に4回目で合格。リーグ戦勝率6.35（準優出6　優出3　第3戦優勝）の成績を残し、卒業記念競走で優勝しやまとチャンプとなった。
- 2003年9月27日、選手登録。
- 2003年11月14日から鳴門競艇場で開催された 一般戦初日第1Rでデビュー[1]。4号艇6コース進入でのレースとなったが、6艇のうち5艇がフライングとなるレースで自身も+.04のフライングとなり苦いデビュー戦となった。翌15日、2日目第1Rで初勝利をあげる[2]。
- 2005年10月10日から鳴門競艇場で開催された G1「ダイヤモンドカップ」4日目第2Rから追加斡旋されG1初出場[3]。（5着）
- 2007年2月16日から尼崎競艇場で開催された 一般戦「スポニチ杯争奪 伊丹市施行53周年記念」5日目（最終日）第12R優勝戦ででデビュー初優出[4]。（3着）
- 2008年7月25日から唐津競艇場で開催された G3「新鋭リーグ第10戦 スポーツ報知杯」6日目（最終日）第12Rで勝利[5]し、デビュー初優勝。（5号艇5コース進入）

## 戦績
- 出走回数：3743回
- 1着回数：584回
- 優出回数：48回
- 優勝回数：6回
- フライング(F)回数：22回
- 出遅れ(L)回数：1回
- 通算勝率：5.32
- 2連対率：32.78
- 3連対率：51.19
- 生涯獲得賞金：271,042,015円